# Katalin Povázsán
Katalin Povázsán (Budapest, 2 de agosto de 1960) es una deportista húngara que compitió en piragüismo en la modalidad de aguas tranquilas. Ganó cinco medallas en el Campeonato Mundial de Piragüismo entre los años 1982 y 1987.
Participó en los Juegos Olímpicos de Moscú 1980, donde finalizó séptima en la prueba de K1 500 m.

## Palmarés internacional
| Campeonato Mundial | Campeonato Mundial    | Campeonato Mundial | Campeonato Mundial |
| Año                | Lugar                 | Medalla            | Evento             |
| ------------------ | --------------------- | ------------------ | ------------------ |
| 1982               | Belgrado (Yugoslavia) | Medalla de plata   | K2 500 m           |
| 1982               | Belgrado (Yugoslavia) | Medalla de bronce  | K4 500 m           |
| 1983               | Tampere (Finlandia)   | Medalla de plata   | K2 500 m           |
| 1986               | Montreal (Canadá)     | Medalla de oro     | K2 500 m           |
| 1987               | Duisburgo (RFA)       | Medalla de plata   | K4 500 m           |